# Knielen op een bed violen (Film)
Knielen op een bed violen (deutsch: Knien auf einem Veilchenbeet) ist eine Romanverfilmung des gleichnamigen niederländischen Romans von Jan Siebelink aus dem Jahr 2016. Der Film erzählt eine Liebesgeschichte und ein klassisches Schicksalsdrama über zwei Menschen, die einander lieben. Es ist ein  Film über die Liebe, den Glauben und darüber, Entscheidungen zu treffen. Nach dem Kinostart am 25. Februar 2016 haben am 15. März 2016 bereits 100.000 Besucher den Film gesehen.

## Handlung
Hans Sievez und seine Frau und Jugendliebe Margje führen ein glückliches Familienleben in ihrer kleinen Gärtnerei. Beide müssen hart arbeiten, damit der Betrieb sich über Wasser halten kann. Aber ihre bedingungslose Liebe zueinander macht sie stark.
Eines Tages begegnet Hans dem Prediger einer streng protestantischen Sekte, Jozef Mieras, der ihm von seiner Sicht auf Gott erzählt und der die Erinnerung an seine streng religiöse Erziehung in ihm neu entfacht. Als Hans dann eine tiefe religiöse Erfahrung macht, ist er davon überzeugt, direkten Kontakt mit Gott gehabt zu haben und berufen zu sein. Bei der an dieses Erlebnis anschließenden Suche nach dem Sinn des Lebens und dem ewigen Leben verliert Hans die reale Welt mehr und mehr aus den Augen, genauso wie auch den Kontakt zu seiner Umgebung. Er gerät in den Bann des strengen Glaubens einer Sekte, so dass sich die Entfremdung von seiner Frau und seinen beiden Söhnen noch erhöht. Während Hans zunehmend unter die Kontrolle der Sekte zu geraten scheint, kann Margje nur wenig mehr als zusehen, wie die Liebe ihres Lebens langsam aber sicher entschwindet.

## Romanvorlage
Der gleichnamige, fünfhundertseitige Roman (deutscher Titel: Im Garten des Vaters) von Jan Siebelink (geboren 1938) trägt starke autobiografische Züge. Er erschien 2005 und ist mit 800.000 Exemplaren (2020) und 2 Millionen Lesern zu einem der meistverkauften und meistgelesenen niederländischen Romane geworden. Die deutsche Übersetzung stammt von Bettina Bach und erschien 2007 im Arche Verlag in Zürich.
Es gibt in den Niederlanden eine Diskussion darüber, weshalb der Roman Knielen op een bed violen so erfolgreich ist. Der Filmproduzent Alain De Levita mutmaßt: „Zwar spielt der Glaube gegenwärtig nur noch für wenige Menschen eine große Rolle, aber er sitzt wohl noch in unserer niederländischen DNA. Ich denke, dass viele Menschen probieren wollen, den religiös-kulturellen Hintergrund unseres kleinen Landes zu begreifen.“

## Hintergrund
Der Film handelt davon, was ein fundamentalistisches  Religionsverständnis Menschen antun kann. Die radikalen Prediger tolerieren keine Diskussion über ihren Glauben. Man darf zwar fühlen, aber nicht denken. Andere Meinungen werden verdrängt und respektlos zur Seite geschoben. Nicht das Individuum zählt, sondern das Kollektiv, dem man sich unterzuordnen hat.